# Stanley Andrews
Stanley Andrews, nato Stanley Martin Andrzejewski (Chicago, 28 agosto 1891 – Los Angeles, 23 giugno 1969), è stato un attore statunitense.

## Filmografia parziale

### Cinema
- Mondi privati (Private Worlds), regia di Gregory La Cava (1935)
- People Will Talk, regia di Alfred Santell (1935)
- I deportati (Escape from Devil's Island), regia di Albert S. Rogell (1935)
- Nevada, regia di Charles Barton (1935)
- Falsari alla sbarra (Counterfeit), regia di Erle C. Kenton (1936)
- Viaggio di nozze (In His Steps), regia di Karl Brown (1936)
- Sangue selvaggio (Wild Brian Kent), regia di Howard Bretherton (1936)
- La femmina dei porti (Devil's Playground), regia di Erle C. Kenton (1937)
- La camera della morte (She's Dangerous), regia di Milton Carruth e Lewis R. Foster (1937)
- Sorgenti d'oro (High, Wide, and Handsome), regia di Rouben Mamoulian (1937)
- I filibustieri (The Buccaneer), regia di Cecil B. DeMille (1938)
- The Lone Ranger, regia di John English e William Witney (1938)
- La grande strada bianca (Alexander's Ragtime Band), regia di Henry King (1938)
- Il falco del nord (Spawn of the North), regia di Henry Hathaway (1938)
- Angeli del mare (Coast Guard), regia di Edward Ludwig (1939)
- La squadra volante (Homicide Bureau), regia di Charles C. Coleman (1939)
- Beau Geste, regia di William A. Wellman (1939)
- Alla ricerca della felicità (The Blue Bird), regia di Walter Lang (1940)
- I ribelli del porto (Little Old New York), regia di Henry King (1940)
- Il prigioniero (Johnny Apollo), regia di Henry Hathaway (1940)
- La grande missione (Brigham Young), regia di Henry Hathaway (1940)
- Arriva John Doe (Meet John Doe), regia di Frank Capra (1941)
- Il richiamo del nord (Wild Geese Calling), regia di John Brahm (1941)
- Follie di New York (My Gal Sal), regia di Irving Cummings (1942)
- I cavalieri azzurri (Ten Gentlemen from West Point), regia di Henry Hathaway (1942)
- La valle degli uomini rossi (Valley of the Sun), regia di George Marshall (1942)
- Il pirata e la principessa (The Princess and the Pirate), regia di David Butler (1944)
- I briganti (The Michigan Kid), regia di Ray Taylor (1947)
- Avventura in Brasile (Road to Rio), regia di Norman Z. McLeod (1947)
- L'amazzone domata (Northwest Stampede), regia di Albert S. Rogell (1948)
- Viso pallido (The Paleface), regia di Norman Z. McLeod (1948)
- Sfida all'ultimo sangue (Last of the Wild Horses), regia di Robert L. Lippert (1948)
- Il grande agguato (Brimstone), regia di Joseph Kane (1949)
- Una manciata d'odio (Short Grass), regia di Lesley Selander (1950)
- La Strade di Ghost Town (Streets of Ghost Town), regia di Ray Nazarro (1950)
- I quattro cavalieri dell'Oklahoma (Al Jennings of Oklahoma), regia di Ray Nazarro (1951)
- La valle della vendetta (Vengeance Valley), regia di Richard Thorpe (1951)
- Minnesota (Woman of the North Country), regia di Joseph Kane (1952)
- 5.000 dollari per El Gringo (Waco), regia di Lewis D. Collins (1952)
- Fargo - La valle dei desperados (Fargo), regia di Lewis D. Collins (1952)
- La regina dei desperados (Montana Belle), regia di Allan Dwan (1952)
- I ribelli dell'Honduras (Appointment in Honduras),  regia di Jacques Tourneur (1953)
- Alba di fuoco (Dawn at Socorro), regia di George Sherman (1954)
- Il tesoro della montagna rossa (Treasure of Ruby Hills), regia di Frank McDonald (1955)
- I tre fuorilegge (The Three Outlaws), regia di Sam Newfield (1956)
- Esecuzione al tramonto (Star in the Dust), regia di Charles F. Haas (1956)
- Pistola nuda (Frontier Gambler), regia di Sam Newfield (1956)

### Televisione
- Il cavaliere solitario (The Lone Ranger) – serie TV (1949-1955)
- Le avventure di Gene Autry (The Gene Autry Story) – serie TV (1950-1954)
- Le avventure di Rex Rider (The Range Rider) – serie TV (1951-1953)
- Cowboy G-Men – serie TV, episodio 1x03 (1952)
- Gianni e Pinotto (The Abbott and Costello Show) – serie TV, episodio 1x03 (1952)
- Death Valley Days – serie TV (1952-1964)
- General Electric Theater – serie TV, episodio 2x20 (1954)
- Annie Oakley – serie TV (1954-1957)
- Topper – serie TV, 2 episodi (1955)
- Scienza e fantasia (Science Fiction Theatre) – serie TV, episodio 1x06 (1955)
- Le avventure di Campione (The Adventures of Champion) – serie TV, episodio 1x02 (1955)
- Screen Directors Playhouse – serie TV, episodio 1x20 (1956)
- Corky, il ragazzo del circo (Circus Boy) – serie TV, episodi 1x05-1x11-2x01 (1956-1957)
- 26 Men – serie TV, episodi 1x07-1x09 (1957)
- Maverick – serie TV, episodio 1x20 (1958)

## Doppiatori italiani
- Olinto Cristina in I filibustieri, Alba di fuoco